# Le Ferré

Le Ferré este o comună în departamentul Ille-et-Vilaine, Franța. În 1 ianuarie 2022 avea o populație de 727 de locuitori.